# Ralsko
Ralsko  (en allemand : Roll) est une ville du district de Česká Lípa, dans la région de Liberec, en République tchèque. Sa population s'élevait à 2 220 habitants en 2025.

## Géographie
Ralsko se trouve à 22 km au sud-est de Česká Lípa, à 27 km au sud-ouest de Liberec et à 63 km au nord-est de Prague.

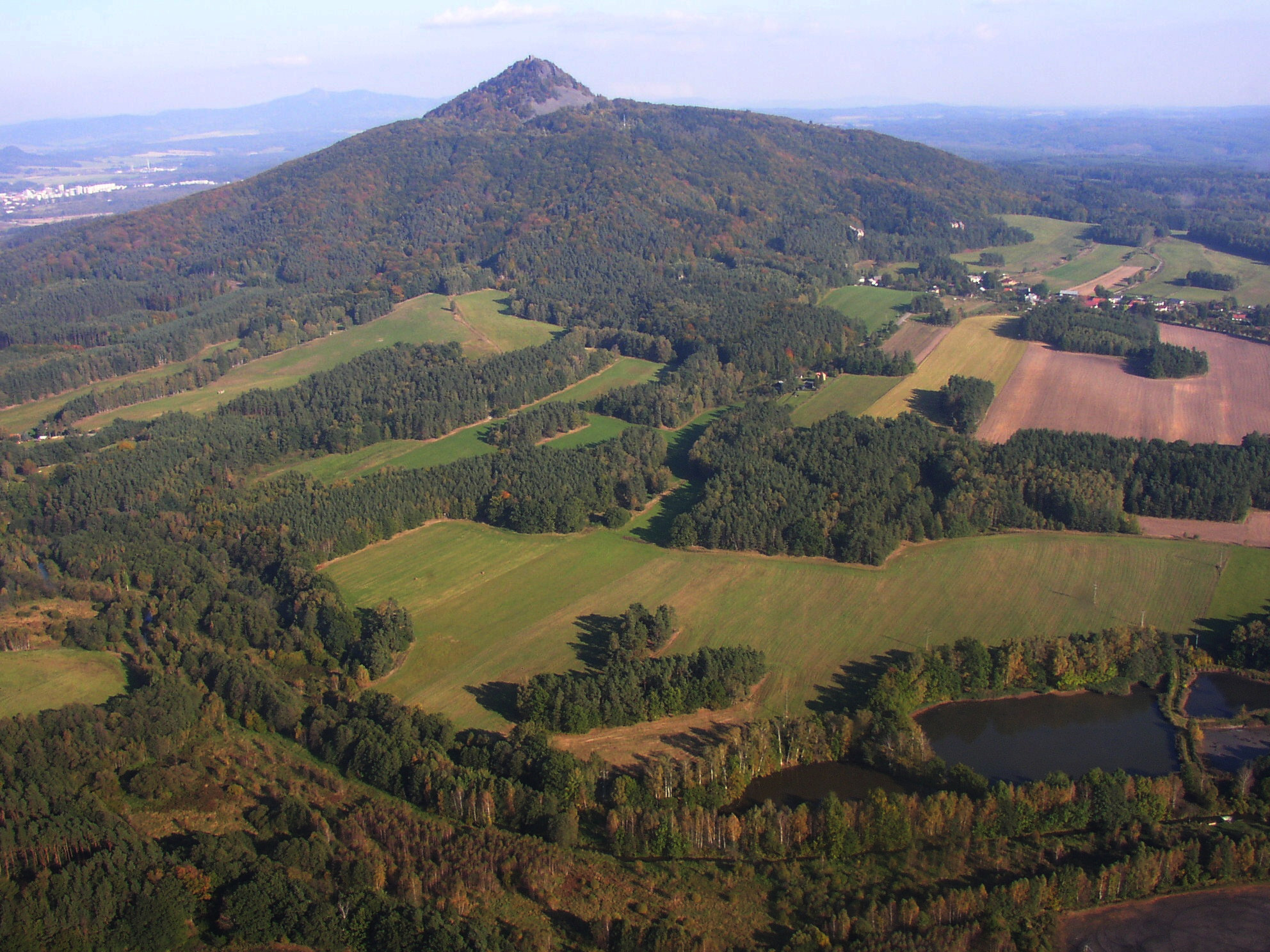
Vue aérienne du mont Ralsko (705 m).

La commune est limitée par Zákupy, Bohatice, Mimoň, Noviny pod Ralskem, Stráž pod Ralskem et Hamr na Jezeře au nord, par Osečná, Cetenov, Hlavice et Strážiště à l'est, par Mukařov, Rokytá, Dolní Krupá, Bělá pod Bezdězem et Bezděz au sud, et par Doksy et Provodín à l'ouest.

## Histoire
La première mention écrite de la localité date de 1279.

## Galerie

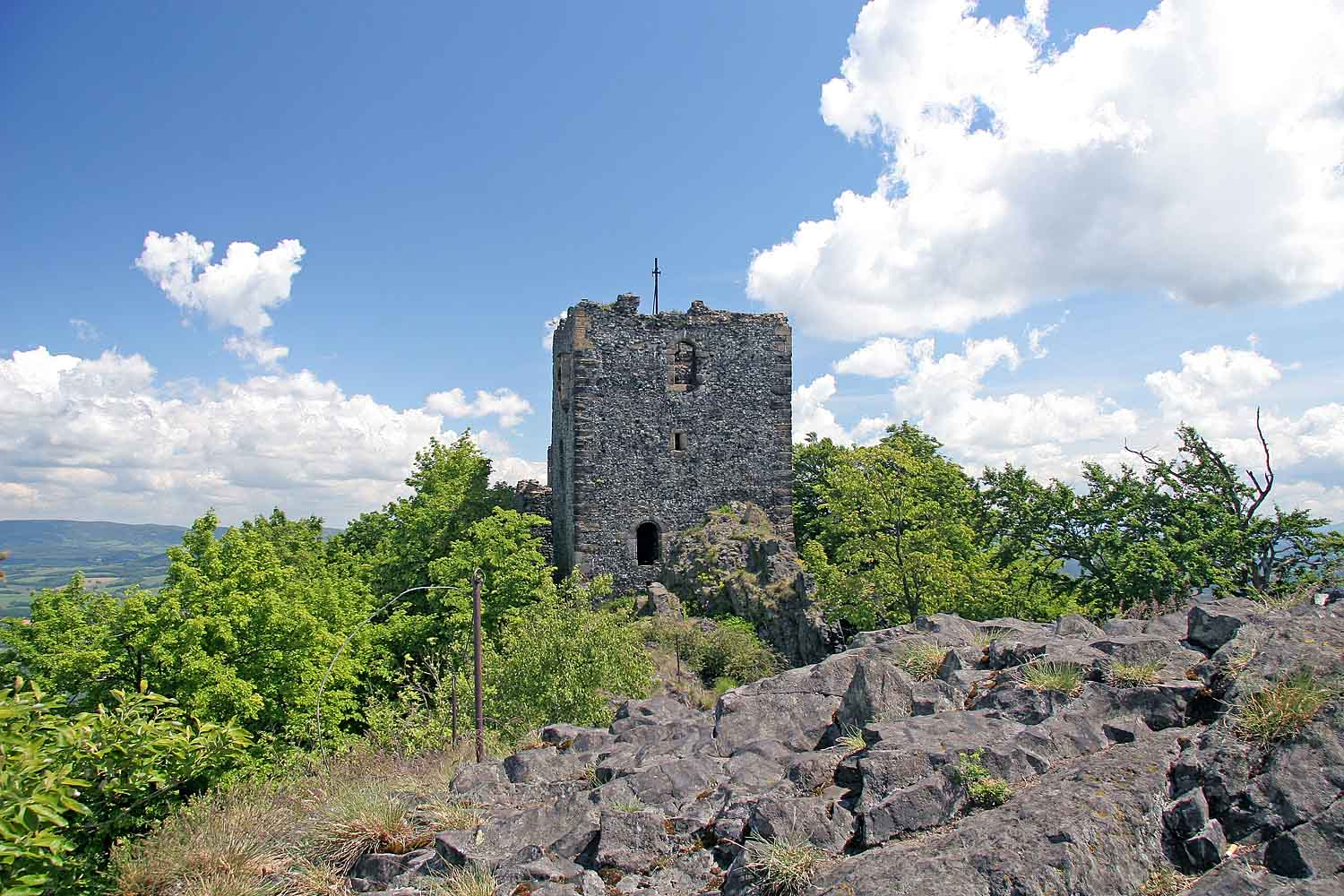
Château de Ralsko.
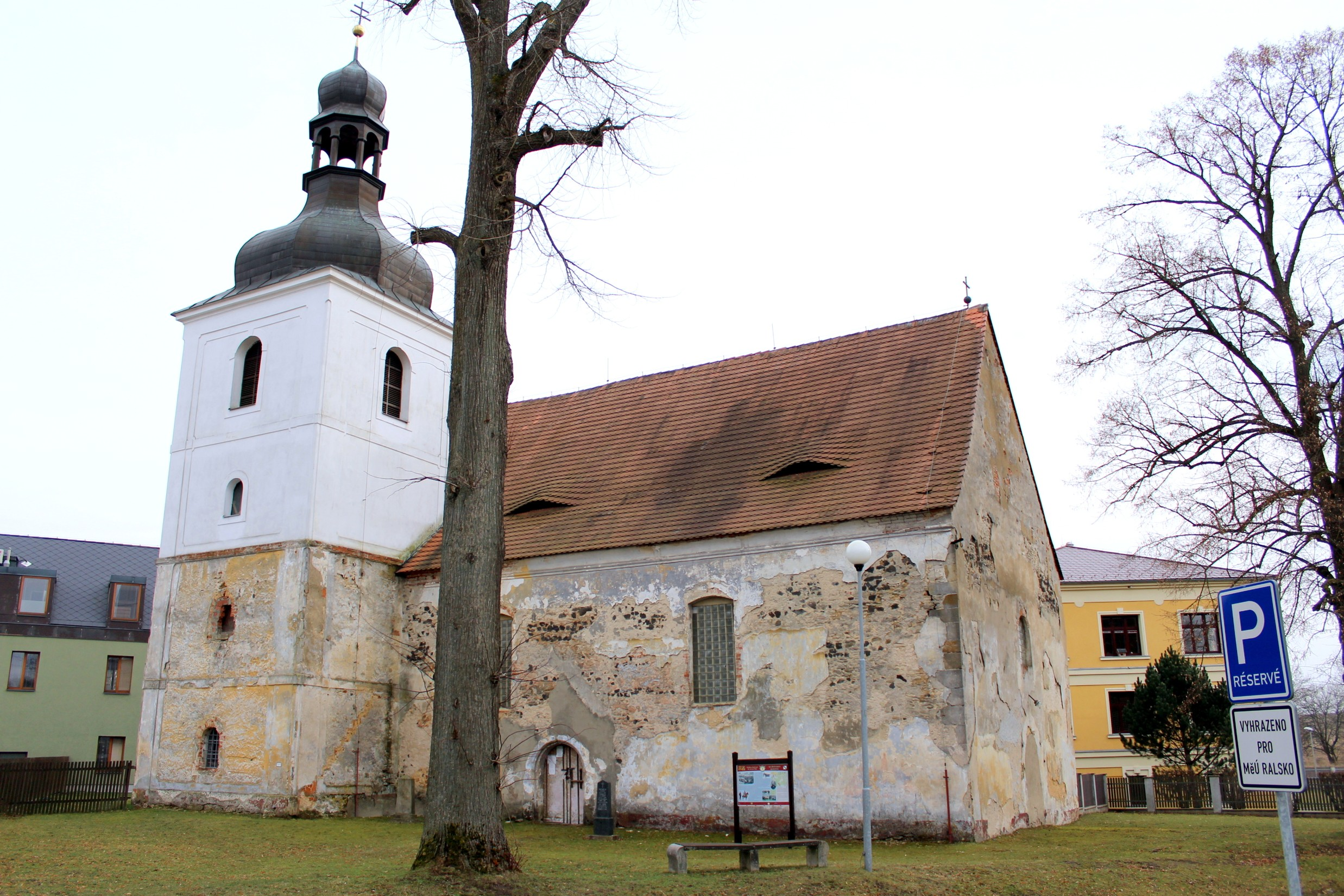
Église Saint-Gall à Kuřívody.

## Administration
La commune se compose de neuf sections :
- Boreček
- Hvězdov

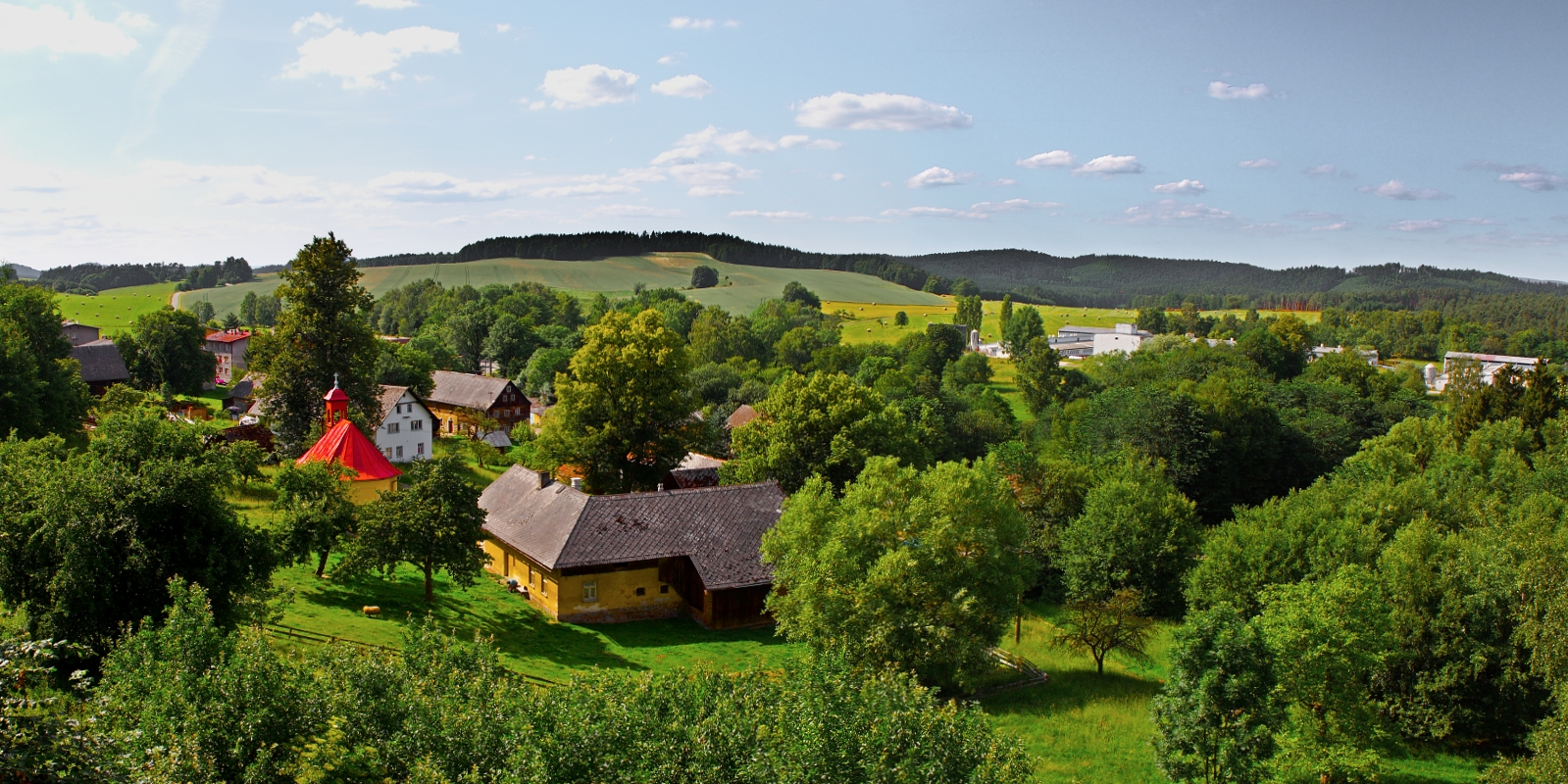
Nahlov.
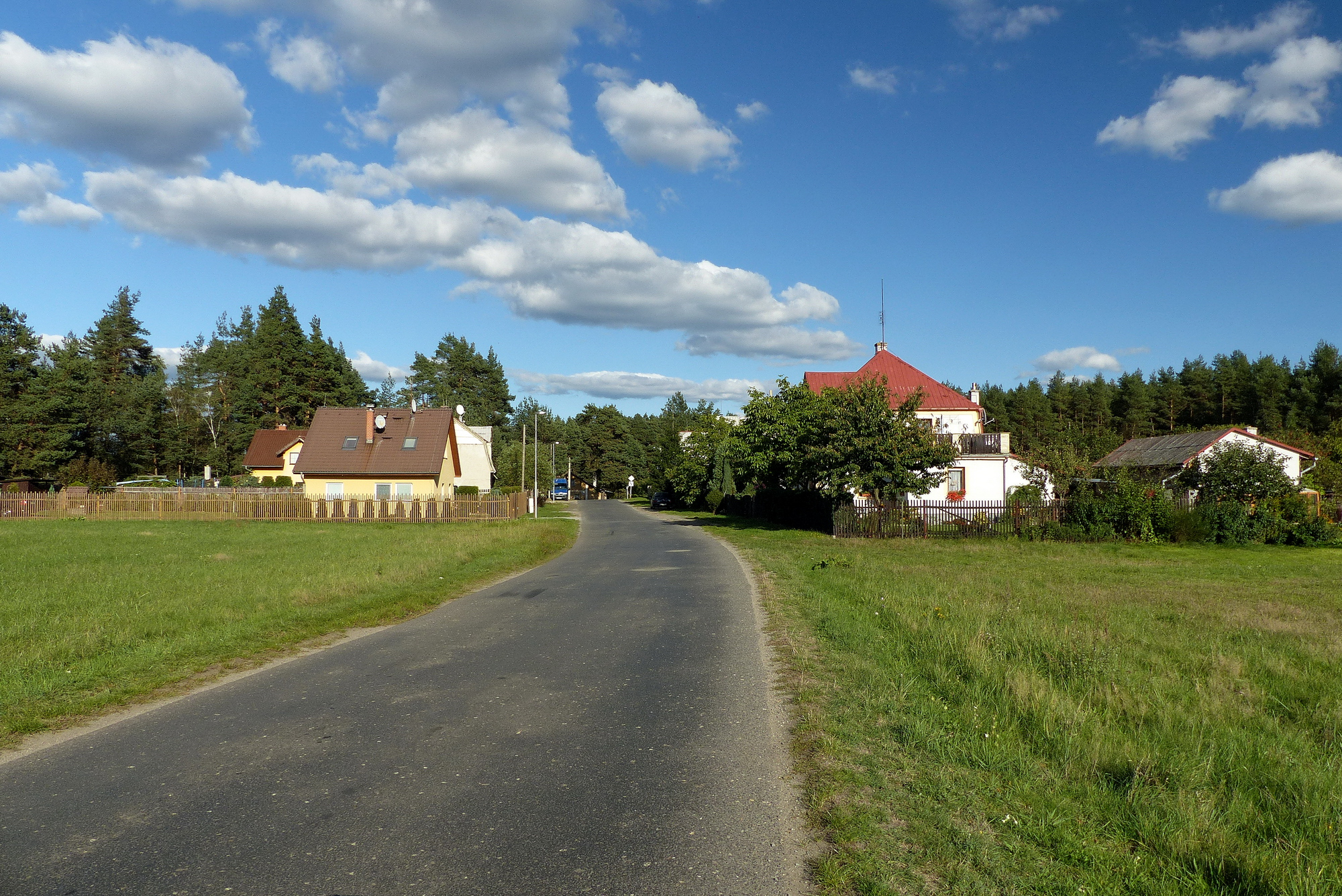
Ploužnice.
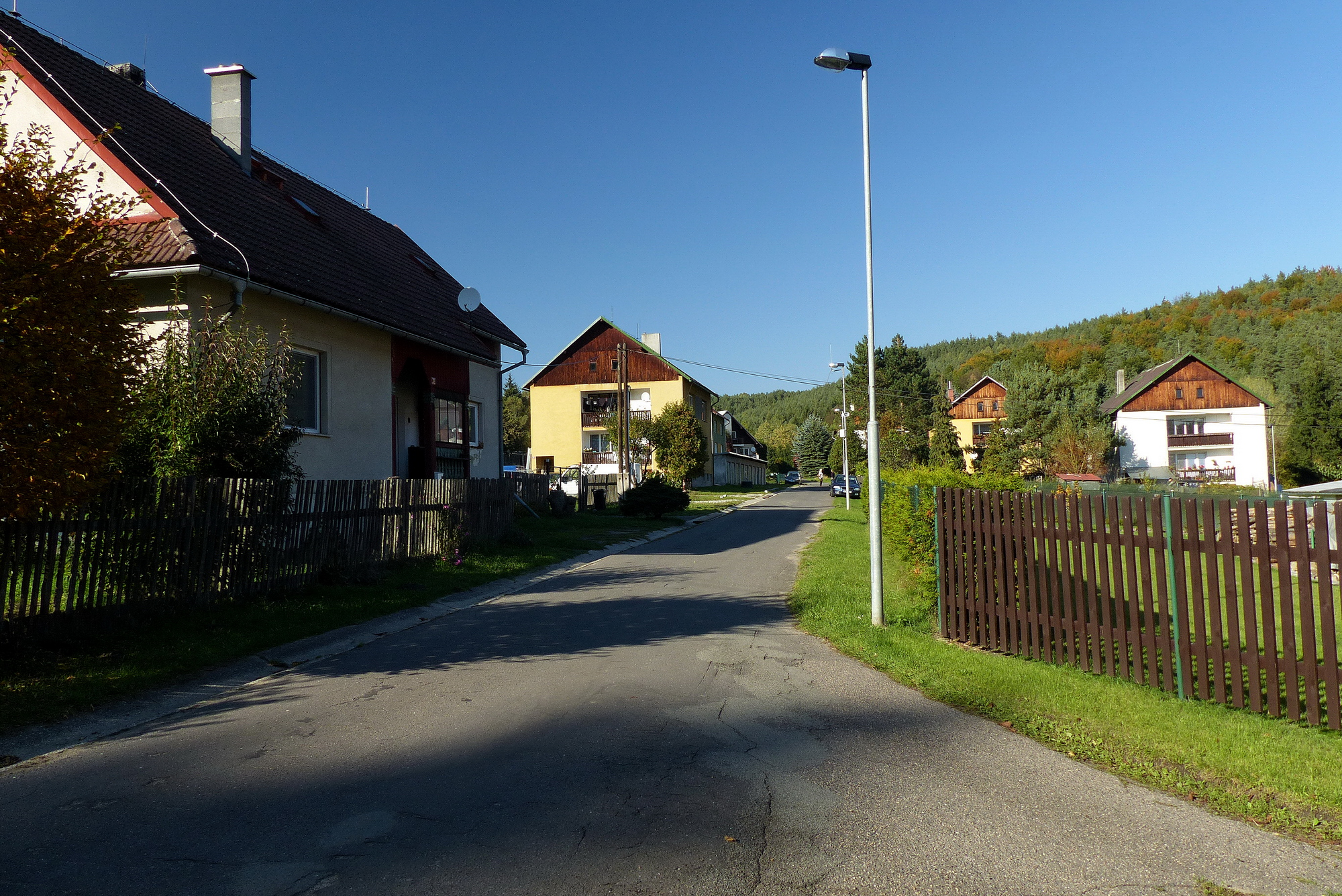
Horní Krupá
- Hradčany
- Jabloneček
- Kuřívody
- Náhlov
- Ploužnice
- Svébořice

- Nahlov.
- Ploužnice.
- Horní Krupá.

## Transports
Par la route, Ralsko (Kuřívody) se trouve à 25 km de Česká Lípa, à 49 km de Liberec et à 88 km de Prague.